# Tarzan (2013)
Tarzan is een Engels gesproken Duitse 3D motion capture-computeranimatiefilm uit 2013, geregisseerd door Reinhard Klooss. De film is gebaseerd op het boek Tarzan of the Apes van de Britse schrijver Edgar Rice Burroughs.

## Verhaal
Tijdens een expeditie in Oeganda is John Greystoke met zijn gezin op zoek naar een meteoor die ooit was ingeslagen op de aarde. Als het gezin met de helikopter crasht, overleeft alleen hun zoon het ongeluk. Alleen in de jungle wordt hij opgevangen door een vrouwelijke berggorilla die net haar kind heeft verloren. De jongen wordt Tarzan (aap zonder haar) genoemd en wordt opgenomen in de groep berggorilla's. Als Tarzan een tiener is, ontmoet hij een soortgenoot met de naam Jane. Ze kan echter niet lang in de jungle blijven. Als Tarzan volwassen is, komt Jane terug met een onderzoeksteam naar de plek waar Tarzan woont. Clayton, de leider van het team, is onder valse voorwaarden mee. Hij geeft niks om de natuur en is alleen geïnteresseerd in de meteoor waar John Greystoke naar zocht. Iedereen die Claytons plannen wil dwarsbomen, moet het veld ruimen, ook Jane en haar vader wanneer ze partij kiezen voor Tarzan en de apengroep.

## Rolverdeling
| Personage              | Acteur            | Nederlandse stem        | Vlaamse stem         |
| ---------------------- | ----------------- | ----------------------- | -------------------- |
| Tarzan                 | Kellan Lutz       | Jan Kooijman            | Louis Talpe          |
| Jane Porter            | Spencer Locke     | Yolanthe Sneijder-Cabau | Eva Van Der Gucht    |
| Jim Porter             | Les Bubb          | Freek Vonk              |                      |
| Alice Greystoke        | Jaime Ray Newman  | Hymke de Vries          | Hildegard van Nijlen |
| John Greystoke         | Mark Deklin       | Finn Poncin             | David Verbeeck       |
| Clayton                | Trevor St. John   |                         |                      |
| Smith                  | Brain Huskey      |                         |                      |
| Derek                  | Robert Capron     |                         |                      |
| Tarzan (als tiener)    | Anton Zetterholm  |                         |                      |
| J.J. (4-jarige Tarzan) | Craig Garner      | Bouke van Boheemen      | Remi De Smet         |
| Voice-over             | Jason Hildebrandt |                         |                      |